# Dolicholoma jasminiflorum
Dolicholoma es un género monotípico de plantas perteneciente a la familia Gesneriaceae. Su única especie: Dolicholoma jasminiflorum D.Fang & W.T.Wang, es originaria de China: Guangxi en Napo Xian, en la sombra en acantilados en las colinas de piedra caliza.

## Descripción
Son plantas herbáceas perennes, rizomatosas, sin tallo. Las hojas son basales, pubescentes, base anchamente cuneada a redondeada. Las inflorescencias laxas, axilares, en cimas con 1-4 flores; brácteas 1 o 2, lo contrario. Con el cáliz actinomorfo. El fruto en cápsula recta en relación con pedicelo, angostamente elipsoide, casi tan larga como el cáliz, dehiscente.

## Taxonomía
Dolicholoma jasminiflorum fue descrita por D.Fang & W.T.Wang y publicado en Botanical research: Contributions from the Institute of Botany, Academia Sinica 1: 19, f. 2. 1983.
Etimología
Dolicholoma: nombre genérico que deriva de las palabras griegas δολιχος, dolichos = "grande", y λωμα, loma = limb, aludiendo a los grandes lóbulos de la corola. 
jasminiflorum: epíteto latíno que significa "con flores como el jazmín".